# Hanns Benda
Hanns Benda (* 19. August 1877 in Metz; † 27. Februar 1951 in Malente)  war ein deutscher Marineoffizier, zuletzt Admiral bzw. Admiraloberstabsintendant der Kriegsmarine während des Zweiten Weltkriegs.

## Zivile und militärische Laufbahn

### Zivile Laufbahn bis März 1904
Hanns Benda wurde 1877 in Metz, Elsass-Lothringen, geboren, das bis 1918 zum Deutschen Reich gehörte. Er studierte von 1896 bis 1899 an der Universität Jena Jura und trat am 1. März 1899 als Seekadett in die Kaiserliche Marine ein. Am 18. Oktober 1899 wurde er zum Leutnant der Reserve befördert und begann anschließend, in seinem Zivilberuf zu arbeiten. Ab dem 1. März 1900 war er als Referendar am Landgericht Weimar tätig, ab dem 3. September 1901 in der dortigen Staatsanwaltschaft. Danach wurde er ab dem 3. Dezember 1901 ebenfalls in Weimar zum Anwalt ausgebildet. Vom 3. Juni 1902 an war Benda dann beim Amtsgericht Weimar angestellt und ab dem 1. August 1902 als Hilfsrichter erneut beim dortigen Landgericht. Am 6. November 1903 wurde er zum Gerichtsassessor befördert.

### Weitere Militärische Laufbahn in der Kaiserlichen Marine
Benda trat dann am 1. März 1904 erneut in die Marine ein und bis zum 30. September 1907 in der Marine-Intendantur in Wilhelmshaven eingesetzt. Am 14. Juli 1904 wurde er zum Außeretatmäßigen Marineintendanturassessor befördert und am 1. Oktober 1905 folgte die Beförderung zum Etatmäßigen Marineintendanturassessor. Außerdem absolvierte er in dieser Zeit Ausbildungskurse an der Ingenieur- und Deckoffizierschule ebenfalls in Wilhelmshaven. Am 1. Oktober 1907 wurde Benda zum Reichsmarineamt versetzt und dort bei der zentralen Verwaltung des Pachtgebiets Kiautschou eingesetzt. Diese Verwendung endete am 17. April 1908. Anschließend folgte die Rückversetzung in die Marine-Intendantur in Wilhelmshaven, wo er im Direktorium der 4. Abteilung und als stellvertretender Stationsintendant eingesetzt wurde. Ab dem 1. März 1909 wurde er dann als Chef der 9. Abteilung der Marine-Intendantur eingesetzt. Während dieser Dienstzeit wurde Benda am 13. Mai 1909 dann auch zum Marineintendanturrat befördert. Vom 6. Juli 1914 bis zum 15. Juli 1919 wurde Benda wieder im Reichsmarineamt eingesetzt, diesmal als Berater und Abteilungsleiter.

### Militärische Laufbahn in Reichs- und Kriegsmarine
In der nach dem Ersten Weltkrieg aus der Kaiserlichen Marine hervorgegangenen Reichsmarine wurde Benda zunächst Berater des Chefs der Admiralität. In dieser Dienstzeit erfolgten die folgenden Beförderungen: am 25. Juli 1919 zum Wirklichen Admiralitätsrat und Rat III. Klasse, am  1. November 1919 zum Wirklichen Admiralitätsrat und vortragenden Rat und am 1. April 1920 zum Ministerialrat. Vom 15. September 1920 bis zum 31. Mai 1935 war Benda dann Berater im Stab des Marineleitung, ab dem 1. Januar 1935 als Ministerialdirigent. Ab dem 1. Juni 1935 war Benda Abteilungsleiter im Allgemeinen Marineamt (B), der am gleichen Tag in  Kriegsmarine umbenannten Marineleitung. Diese Dienststellung behielt Benda bis zum 31. Oktober 1939 und wurde anschließend am 1. November 1939, unter gleichzeitiger Beförderung zum Ministerialdirektor, Chef des Marineverwaltungsamts (C) der Kriegsmarine. Die Beförderungen in dieser Dienstzeit waren die zum Ministerialdirektor mit dem persönlichen Rang eines Admirals am 19. August 1942 und die zum Admiraloberstabsintendanten am 1. Mai 1944. Am 1. März 1945 wurde Benda schließlich beurlaubt und ging am 30. April 1945 in Pension.

## Auszeichnungen
- Deutsches Kreuz in Silber, am 18. März 1945 als  AdmOberstabsintendant, OKM, Marinewehr C[1]